# Římskokatolická farnost Velký Týnec
Římskokatolická farnost Velký Týnec je územní společenství římských katolíků v obci Velký Týnec s farním kostelem Nanebevzetí Panny Marie v děkanátu Olomouc.

## Historie farnosti
První písemná zmínka o obci pochází z roku 1207. Od roku 1361 do poloviny 19. století byla vrchností olomoucká kapitula. Současný farní kostel byl postaven v letech 1750-1760 na místě už dvou předchozích staveb.
V roce 1866 se zde narodil Leopold Prečan, olomoucký arcibiskup.

## Duchovní správci
K prosinci 2018 je farářem R. D. Mgr. Václav Haltmar.

## Bohoslužby
| Kostel                         | Místo                   | Bohoslužba (den)                   | Hodina                                                                                  | Poznámka                    |
| ------------------------------ | ----------------------- | ---------------------------------- | --------------------------------------------------------------------------------------- | --------------------------- |
| Kostel Nanebevzetí Panny Marie | Velký Týnec             | neděle pondělí středa pátek sobota | 8.00 17.00 (SEČ)/ 18.30 (SELČ) 17.00 (SEČ)/ 18.30 (SELČ) 17.15 (SEČ)/ 18.30 (SELČ) 7.00 | farní kostel                |
| Filiální kostel sv. Floriána   | Krčmaň                  | neděle                             | 9.45                                                                                    |                             |
| Kaple Narození Panny Marie     | Čechovice (Velký Týnec) | čtvrtek                            | 17.00 (SEČ)/ 18.30 (SELČ)                                                               | mše 1x za 14 dní            |
| Kaple sv. Jana Nepomuckého     | Grygov                  | čtvrtek                            | 17.00 (SEČ)/ 18.30 (SELČ)                                                               | mše 1x za 14 dní            |
| Kaple sv. Matouše              | Vsisko                  | -                                  | -                                                                                       | mše pouze občasně           |
| Kaple Panny Marie              | Hostkovice (Tršice)     | -                                  | -                                                                                       | mše se zde nepořádají vůbec |

Aktuální rozpis bohosužeb

## Aktivity farnosti
Od roku 2000 se farnost zapojila do akce tříkrálová sbírka, v roce 2018 se při ní vybralo 118 127 korun.